# Sgùrr an Fheòir
De Sgùrr an Fheòir is een berg op Isle of Skye in Schotland. De berg is 140 meter hoog en ligt naast de Talisker Bay en het dorp Talisker.